# Let Yourself Go (canción de April Wine)
«Let Yourself Go» (en castellano: «Déjate llevar») es una canción de rock compuesta por Myles Goodwyn.   Dicha melodía se encuentra en el álbum First Glance de la banda canadiense April Wine, publicado en 1978 por Aquarius Records.

## Publicación y recibimiento
Este tema fue lanzado solamente en Canadá, siendo el tercer sencillo de First Glance y fue publicado por Aquarius en el mismo año que este último.  En el lado B de este vinilo se enlistó la canción «Hot on the Wheels of Love» («Ardiendo en las ruedas del amor» en español), escrita por Goodwyn también. Al igual que sus antecesores, «Let Yourself Go» fue producido por Myles Goodwyn.
A diferencia de los dos sencillos anteriores, «Let Yourself Go» no consiguió entrar en los listados de popularidad canadienses, convirtiéndose en el único sencillo del disco First Glance que no logra posicionarse en una lista del RPM Magazine.

## Lista de canciones

### Lado A
| side one |                   |               |          |  |
| N.º      | Título            | Escritor(es)  | Duración |  |
| 1.       | «Let Yourself Go» | Myles Goodwyn | 2:54     |  |

### Lado B
| sideone |                             |               |          |  |
| N.º     | Título                      | Escritor(es)  | Duración |  |
| 2.      | «Hot on the Wheels of Love» | Myles Goodwyn | 3:07     |  |

## Créditos
- Myles Goodwyn — voz principal, guitarra y coros
- Brian Greenway — guitarra y coros
- Gary Moffet — guitarra y coros
- Steve Lang — bajo y coros
- Jerry Mercer — batería y coros